# 摩天楼 (岩崎宏美の曲)
『摩天楼』（まてんろう）は、1980年10月5日にリリースされた岩崎宏美の22枚目のシングル。

## 概要
岩崎のシングルとしては、作詞家に松本隆が初起用された。
この曲で『第31回NHK紅白歌合戦』に出場し、この年初出場を果たした妹の岩崎良美と姉妹揃っての出場となった。
1978年の「さよならの挽歌」、1979年の「万華鏡」に続いて、スタンドマイクで大きな振りを付けて歌った。

## 収録曲
- 両楽曲共に、作詞：松本隆／作曲：浜田金吾／編曲：井上鑑

1. 摩天楼（4分9秒）
2. 絵空事（4分26秒）